# راهس نبی
راهس نبی (اردو: راہس نبی؛ زادهٔ ۱۵ آوریل ۱۹۹۹) بازیکن فوتبال اهل پاکستان-انگلستان است.
از باشگاه‌هایی که در آن بازی کرده است می‌توان به باشگاه فوتبال آلوچورچ اشاره کرد.
وی همچنین در تیم‌های ملی فوتبال زیر ۱۷ سال انگلستان و پاکستان بازی کرده است.